# Ornithorhynchus maximus
Ornithorhynchus maximus – wymarły dziobak żyjący od końca pliocenu do końca plejstocenu. Wyglądał jak większa wersja współczesnych dziobaków.